# Back to Bedlam
Back to Bedlam е дебютният албум на британския певец, мултиинструменталист и текстописец Джеймс Блънт.

## Списък с песните
- High- 3:33
- "You`re Beautiful" – 3:42
- Wiseman – 4:18
- Goodbye My Lover – 4:18
- Tears and Rain – 4:04
- Out of My Mind – 3:33
- So Long, Jimmy– 4:04
- Billy – 3:37
- Cry – 4:06
- No Bravery – 4:00